# 長内映里香
長内 映里香（おさない えりか、1989年9月9日 - ）は、日本の女優。兵庫県神戸市出身。テアトル・ド・ポッシュ 所属。

## 略歴
神戸女学院大学卒業。
大学時代の友人より女優業を勧められ、在学中より蜷川幸雄主宰の「さいたまネクスト・シアター」の二期生として活動（2011年 - 2016年）し、多くの舞台に立つ。
事務所avenirを立ち上げ所属し、数々の映画やドラマに出演。
2019年、映画『台風家族』では丸坊主にしており異彩を放っていた。
事務所を退所後もフリーランスで活動の場を広げ、47都道府県の農家や職人などのノンフィクション映像制作「よんなな」を始めたり、noteでエッセイも書いている。現在はテアトル・ド・ポッシュ 所属。

## 出演

### 映画
- かぐや姫の物語（2013年、東宝）- 村人 役 ※声の出演
- 22年目の告白 -私が殺人犯です-（2017年、WBJ）- 病院スタッフ 役
- 帝一の國（2017年、東宝）- 黒坂礼子 役
- 笑う招き猫（2017年、ディー・エル・イー）- TV番組アシスタント 役
- きらきら眼鏡（2018年、スターダストピクチャーズ）- 看護師 役
- 寝ても覚めても（2018年 ビターズ・エンド エレファントハウス）- 女性社員 役
- Diner ダイナー（2019年、WBJ）- カナコの母親 役
- 駅までの道をおしえて（2019年、キュー・テック）- 見送られ人 役
- 台風家族（2019年、キノフィルムズ）- 富永月子 役
- AI崩壊（2020年、WBJ）- コントロールセンター社員 役
- 罪の声（2020年、東宝）- 益子実玲 役
- 461個のおべんとう（2020年、東映）- 長田恭子 役
- あちらにいる鬼（2022年）- 蒔子 役
- 手のひらのパズル（2023年）- 佐々木真子 役
- 私の一週間（2023年）※「Tell It Like A Woman」中の一篇 - 主人公のママ友役
- ファーストキス 1ST KISS (2025年、東宝) - 五十嵐美緒 役
- てっぺんの向こうにあなたがいる（2025年公開予定、キノフィルムズ）[2]
- 栄光のバックホーム（2025年公開予定、ギャガ） - 幸原美玖 役[3]

### テレビドラマ
- MOZU season1 百舌の叫ぶ夜（2014年、TBS×WOWOW）第1話 - 秘書 役
- 早子先生、結婚するって本当ですか?（2016年、フジテレビ）第9話 - 公認会計士 役
- カッコウの卵は誰のもの（2016年、WOWOW）- 第1話 記者 役
- メガバンク最終決戦（2016年、WOWOW）- 第2話 銀行の客 役
- レンタル救世主（2016年、日本テレビ）- 第5話 教師 役
- A LIFE～愛しき人～（2017年、TBS）- レギュラー研修医 役
- スーパーサラリーマン左江内氏（2017年、日本テレビ）- 第7話 酔った女 役
- ボク、運命の人です。（2017年、日本テレビ）- 金塚安純 役
- フランケンシュタインの恋（2017年、日本テレビ）- 第2話 保育士 役
- クロスロード～声なきに聞き形なきに見よ～（2017年、NHK BSプレミアム）- 第4話 鈴木加奈 役
- 今からあなたを脅迫します（2017年、日本テレビ）- 第5話 司会者 役
- #声だけ天使（2018年、AbemaTV）- 第1・9・10話 話寺本君江 役
- トドメの接吻（2018年、日本テレビ）- 第1話 女性社員 役
- 越路吹雪物語（2018年、テレビ朝日）- 第4週 菅野葉子 役
- 不発弾 ～ブラックマネーを操る男～（2018年、WOWOW）- 第4話 女性オーナー 役
- 恋のツキ（2018年、テレビ東京）- 第9・10・11話 アミ 役
- メゾン・ド・ポリス（2019年、TBS）- 第6話ゲスト 大浦藤子 役
- 坂の途中の家（2019年、WOWOW）- 第2・3話　江口恵 役
- 蝶の力学（2019年、WOWOW）- 第3話 藤川博美 役
- トップナイフ-天才脳外科医の条件-（2020年、日本テレビ）- 第1話ゲスト 上野真里 役
- FOLLOWERS（2020年、NETFLIX）- 第2・3・4話 佐々木美緒 役
- ぴぷる～AIと結婚生活はじめました～（2020年、WOWOW）- 第3話 伊東美憂 役
- 7 Days contact「兄妹」編（2020年、Filmuy）- 有本奏 役
- ハケンの品格（2020年、日本テレビ）- 第5話 知子 役
- ネメシス（2021年、日本テレビ）- 第1話 黒壇エイラ 役
- パンドラの果実〜科学犯罪捜査ファイル〜 Season1 第4話（2022年5月14日、日本テレビ） - レストランボンボルノのスタッフ 役
- 名建築で昼食を 大阪編 （2022年、テレビ東京・テレビ大阪）- 大木恭子役
- 我らがパラダイス（2023年、NHK BSプレミアム）- 看護師役

### 舞台
- 蜷川幸雄 演出作品　さいたまネクスト・シアター二期生（2011年 - 2016年）
- 『蒼白の少年少女たちによる「ハムレット」』隊長役（2012年）
- 『ロング・グッドバイ』マイラ役（2012年）
- 『蒼白の少年少女たちによる「オイディプス王」』侍女役（2013年）
- 『鴉よ、おれたちは弾丸をこめる』 ※パリ公演あり（2013年）
- 『ヴォルフガング・ボルヒェルトの作品からの九章』母親役（2013年）

- 『蒼白の少年少女たちによる「カリギュラ」』ミュシュスの妻・貴族役（2014年）

- 『わたしを離さないで』香役（2014年）
- 『鴉よ、おれたちは弾丸をこめる』 ※パリ&香港公演あり（2014年）
- NINAGAWA・マクベス（2015年）- マクダフ夫人 役
- avenir ×ft. プロデュース『籠』（2015年）- 失身 役
- 太陽マジック『ゆらり2015』（2015年）- 泉藍良 役
- 蜷川幸雄 演出作品 リチャード二世（2015年 - 2016年）- イザベル 役
- カクシンハン第13回ロングラン公演 薔薇戦争（2019年）- 乙女ジャンヌ 役・バッキンガム 役・ヨーク公爵夫人 役
- avenirLLC Produce にんけん（2019年）- カエリ 役
- 朝劇銀座『朝日に願え』（2019年 - 2020年）- 種田真由 役
- 劇団時間制作『赤すぎて、黒』（2020年）- 曽根田千秋 役
- TAIYO MAGIC FILMスペシャル公演『時分自間旅行2021』（2021年）- 心女 役
- しらくらの新時代劇『荒神』（2022年）- 女殺し屋 愛 役
- 朝劇銀座『朝日に願え』（2022年）- 種田真由 役
- 劇団時間制作『哀を腐せ』（2023年）- 和久井琴子 役
- 朝劇銀座『朝日に願え』（2023年）- 種田真由 役

### CM
- 伊東園ホテルズ（2016年 - 2017年）
  - 『続・温泉楽しみ隊 編』
  - 『温泉楽しみ隊 編』
  - 『至福の瞬間 編』
- ルックJTB安心パック『パスポート紛失』篇 ※WEB（2017年）
- 株式会社JTB ワールドバケーションズ（2017年）
- JR東日本 Tokyo Station City「START with YOU」SPECIAL MOVIE ※WEB（2018年）
- ソニー損害保険 自動車保険（2018年）
- Farmind（2022年）
- DHC50周年ブランドムービー　「DHC化粧品 幻のオイル」篇　研究員役・ハンドモデル（2022年）
- 佐鳴予備校（2022年）- 母親役
- メルカリ フリマアプリ（2023年）

### PV
- ゆず『雨のち晴レルヤ』（2013年）

### MC
- Amazon プライムビデオ Amazon オリジナル『グランド・ツアー』第1話上映会（2019年）

### Webアニメ
- お米戦隊マイマイマイ（2022年、YouTube） - 吉田マイコ 役[4]

### WEB
- 『萩庭桂太 YOUR EYES ONLY』（2016年）

- 『萩庭桂太 YOUR EYES ONLY』（2019年）
- 『日刊 SPA! 小劇場美女図鑑』（2019年）
- 白井屋ホテル×SUMIRE ISHIOKA  着物モデル（2022年）
- 42PLUS オフィシャルムービー　着用モデル（2023年）
- 会宝産業 『父のクルマ』（2023年）- 山辺理子 役（主人公）

### バラエティ番組
- 痛快TVスカッとジャパン〈大逆転スカッと「ママたちの青春」〉（2017年、フジテレビ）
- となりのテレ金ちゃん　映画のロケ地巡り（2023年、テレビ金沢）

### ラジオ
- 言ったもん勝ち！だもん（2025年1月 - 、FMヨコハマ）